# غوردون رن
غوردون رن (بالإنجليزية: Gordon Wren)‏ هو متزلج قفز أمريكي، ولد في 5 يناير 1919 في ستيمبوت سبرينغز في الولايات المتحدة، وتوفي بنفس المكان في 25 نوفمبر 1999.

## وصلات خارجية
- غوردون رن على موقع الاتحاد الدولي للتزلج (التزلج على المنحدرات الثلجية) (الإنجليزية)
- غوردون رن على موقع الاتحاد الدولي للتزلج (القفز التزلجي) (الإنجليزية)
- غوردون رن على موقع أوليمبيديا (الإنجليزية)